# Evin Crowley
Evin Crowley (Bangor, Noord-Ierland, 5 december 1945) is een Noord-Ierse actrice.
Crowley begon te acteren als amateur in het Lyric Players Theatre, in Belfast, voor zij later de rol van Maureen in David Leans Ryan's Daughter kreeg. Andere rollen had zij in 1975 bij de BBC en Australian Broadcasting Corporation bij de televisieproductie Ben Hall en als het dienstmeisje Emily in Upstairs, Downstairs. Butler Hudson (Gordon Jackson) werd verliefd op haar, maar zij vond hem te oud en pleegde zelfmoord.
Ze is nu privé meetkundelerares.